# Verdun-Ciel
Verdun-Ciel község Franciaország Burgundia-Franche-Comté régiójában, Saône-et-Loire megyében. Új községként 2025. január 1-jén jött létre Verdun-sur-le-Doubs és Ciel község egyesítésével. A korábbi községek egyesülésekor az új község lélekszáma 1863 fő lett. Lakosainak száma 1838 fő (2022. január 1.).

## Népesség
| 2021 | 1 841 |
| 2022 | 1 838 |